# Mycteroplus viridicolor
Mycteroplus viridicolor là một loài bướm đêm trong họ Noctuidae.